# Rödbent sumphöna
Rödbent sumphöna (Rallina fasciata) är en fågel i familjen rallar inom ordningen tran- och rallfåglar.

## Utseende
Rödbent sumphöna är en 23 cm lång fågel med rödbrunt på huvud och ovansida och bred svartvit bandning undertill. Adulta fågeln skiljer sig från liknande gråbent sumphöna genom, som namnet avslöjar, röda ben istället för grå, vit eller beigefärgad bandning på vingen, rostbrun mantel (ej olivbrun) och otydligt vitaktig till rostbeige strupe (tydligt av gränsad vit strupe hos gråbent rall).

## Utbredning och systematik
Fågeln förekommer låglandsområden från Sydostasien till Indonesien och Filippinerna. Den behandlas som monotypisk, det vill säga att den inte delas in i några underarter.

## Status och hot
Artens population har inte uppskattats och dess populationstrend är okänd, men utbredningsområdet är relativt stort. Internationella naturvårdsunionen IUCN anser inte att den är hotad och placerar den därför i kategorin livskraftig.